# Branville
Branville ist eine französische Gemeinde mit 225 Einwohnern (Stand: 1. Januar 2022) im Département Calvados in der Region Normandie. Sie gehört zum Arrondissement Lisieux und zum Kanton Cabourg. 
Sie grenzt im Nordwesten an Saint-Vaast-en-Auge, im Norden an Saint-Pierre-Azif, im Osten an Bourgeauville, im Südosten an Annebault, im Süden an Danestal und im Westen an Heuland.

## Bevölkerungsentwicklung
| Jahr      | 1962 | 1968 | 1975 | 1982 | 1990 | 1999 | 2007 | 2015 |
| --------- | ---- | ---- | ---- | ---- | ---- | ---- | ---- | ---- |
| Einwohner | 157  | 136  | 132  | 151  | 145  | 147  | 194  | 212  |

## Sehenswürdigkeiten
- Flurkreuz Croix de Rollon, Monument historique
- Kirche Saint-Germain, Monument historique

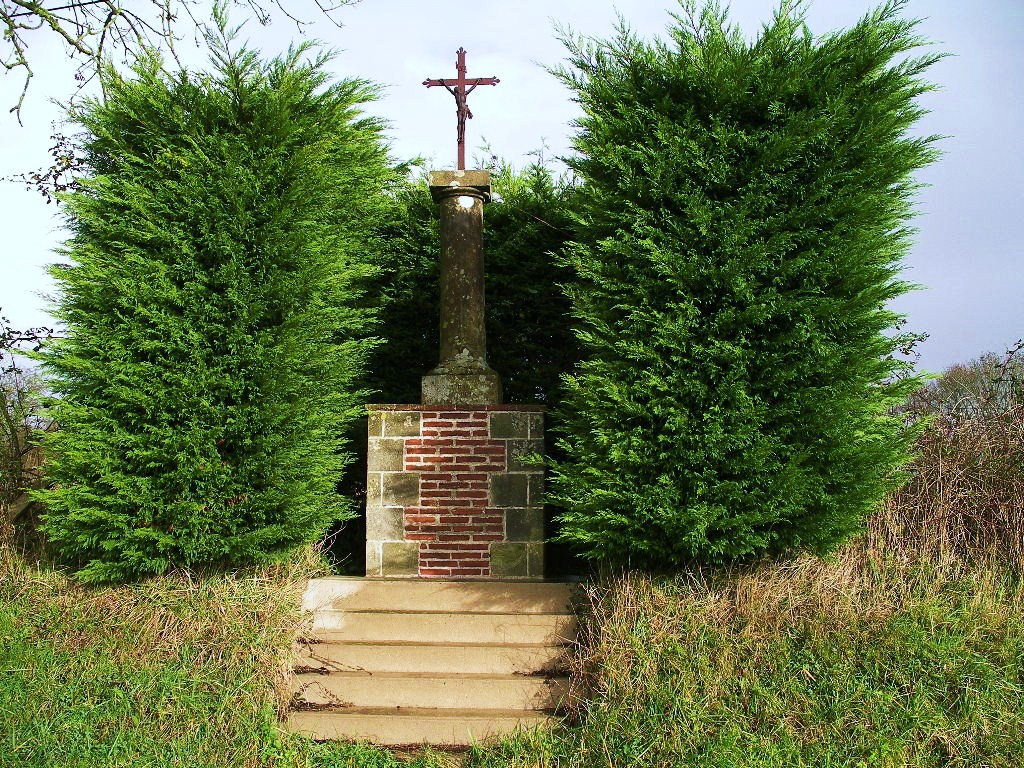
Flurkreuz Croix de Rollon
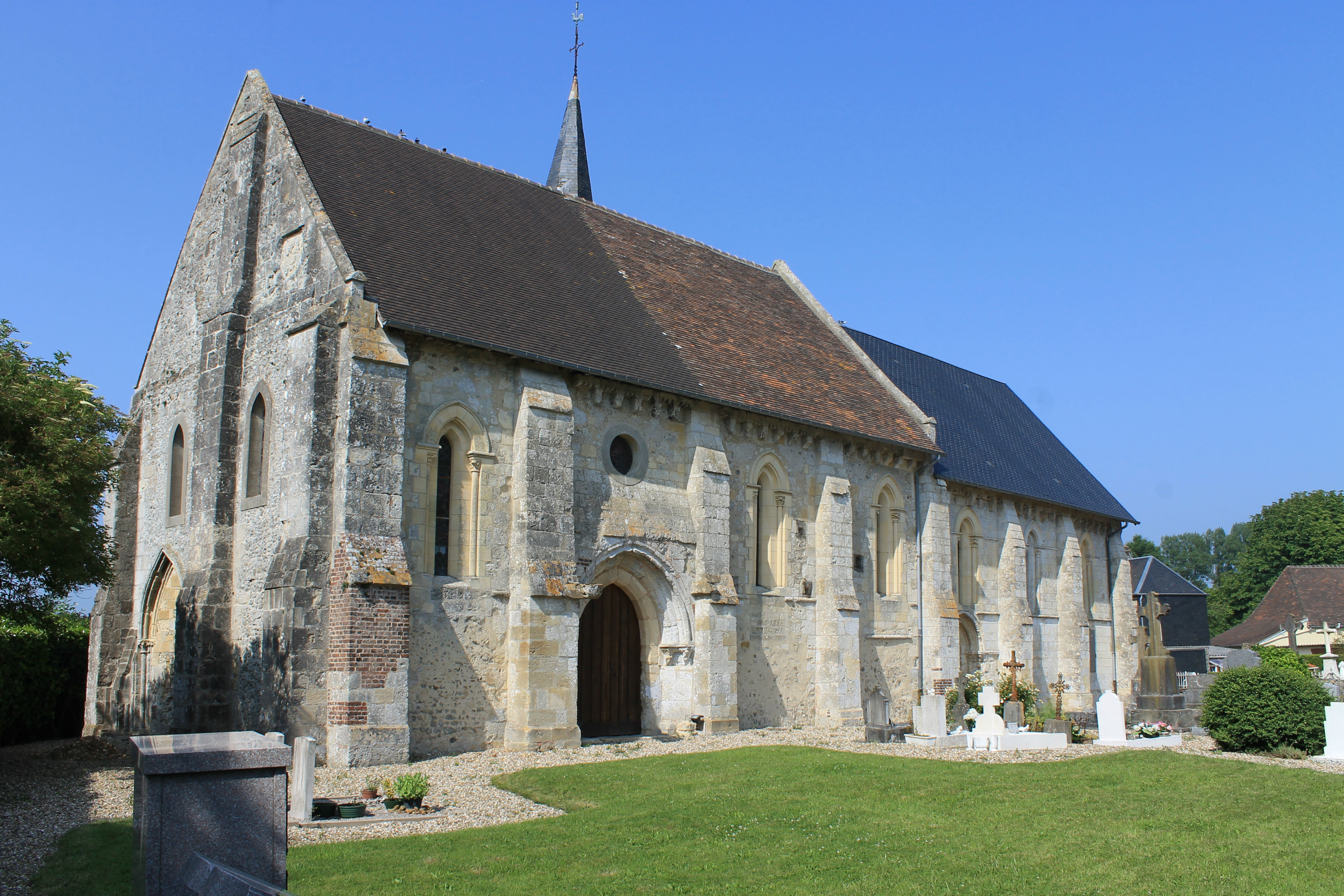
Kirche Saint-Germain